# Jurij Krymarenko
Jurij Oleksandrovyč Krymarenko (in ucraino Юрій Олександрович Кримаренко?; Berdyčiv, 11 agosto 1983) è un altista ucraino, campione mondiale a Helsinki 2005.

## Biografia
Prima del 2005 Jurij Krymarenko aveva un personale di 2,23 m, stabilito a Friburgo il 15 agosto 2004, e non aveva al suo attivo piazzamenti sul podio nelle competizioni mondiali e continentali giovanili.
Nell'estate del 2005 si migliorò di 10 centimetri; il 26 giugno arrivò a 2,33 m, suo nuovo primato personale. Tre settimane dopo, ai Campionati europei under 23 di Erfurt, vinse la medaglia di bronzo con la misura di 2,27 m, saltata al secondo tentativo; l'argento andò al bielorusso Artyom Zaytsev, con la stessa misura di 2,27 m ottenuta però senza errori, mentre la medaglia d'oro fu del ceco Jaroslav Bába con 2,29 m.
Nel mese di agosto, ai Mondiali di Helsinki Krymarenko non era annoverato tra i favoriti. Il principale candidato al titolo mondiale era lo svedese Stefan Holm, vice-campione mondiale nel 2003, campione olimpico ad Atene 2004 e campione europeo indoor a Madrid 2005 con la misura di 2,40 m.
In finale, otto concorrenti superarono la misura di 2,29 m e si trovarono ad affrontare la successiva quota di 2,32 m. Krymarenko era l'ultimo nell'ordine di salto. I pronostici furono rimescolati dopo che Holm fallì tutti e tre i suoi tentativi e finì fuori dal podio. Via via anche gli altri saltatori esaurirono i loro tre salti senza successo. All'ultimo salto della gara Krymarenko riuscì a valicare l'asticella, e vinse un inatteso oro che fu l'unica medaglia ucraina di tutta la rassegna. Dietro di lui, argento a pari merito, il russo Jaroslav Rybakov e il cubano Víctor Moya.
Due anni dopo, però, ai Mondiali di Osaka, Krymarenko, da campione uscente, è stato sorprendentemente eliminato nelle qualificazioni.

## Progressione

### Salto in alto
| Stagione | Risultato | Luogo             | Data      | Rank. Mond. |
| -------- | --------- | ----------------- | --------- | ----------- |
| 2011     | 2,20 m    | Žukovskij         | 3-7-2011  | -           |
| 2011     | 2,20 m    | Praga             | 13-6-2011 | -           |
| 2010     | 2,20 m    | Rabat             | 6-6-2010  | -           |
| 2010     | 2,20 m    | Jalta             | 27-5-2010 | -           |
| 2009     | 2,31 m    | Leiria            | 20-6-2009 | 11º         |
| 2008     | 2,28 m    | Kiev              | 3-7-2008  | 33º         |
| 2007     | 2,27 m    | Saragozza         | 28-7-2007 | 40º         |
| 2006     | 2,20 m    | Villeneuve-d'Ascq | 9-6-2006  | -           |
| 2005     | 2,33 m    | Langen            | 26-6-2005 | 7º          |
| 2004     | 2,23 m    | Friburgo          | 15-8-2004 | -           |
| 2003     | 2,22 m    | Schwechat         | 8-6-2003  | -           |
| 2002     | 2,15 m    | Donec'k           | 10-6-2002 | -           |

## Palmarès
| Anno | Manifestazione   | Sede      | Evento        | Risultato | Prestazione | Note |
| ---- | ---------------- | --------- | ------------- | --------- | ----------- | ---- |
| 2005 | Europei under 23 | Erfurt    | Salto in alto | Bronzo    | 2,27 m      |      |
| 2005 | Mondiali         | Helsinki  | Salto in alto | Oro       | 2,32 m      |      |
| 2007 | Mondiali         | Osaka     | Salto in alto | 18º (q)   | 2,26 m      |      |
| 2008 | Giochi olimpici  | Pechino   | Salto in alto | 33º (q)   | 2,15 m      |      |
| 2009 | Mondiali         | Berlino   | Salto in alto | 18º (q)   | 2,24 m      |      |
| 2010 | Mondiali indoor  | Doha      | Salto in alto | 9º (q)    | 2,26 m      |      |
| 2013 | Europei indoor   | Göteborg  | Salto in alto | 11º (q)   | 2,23 m      |      |
| 2013 | Mondiali         | Mosca     | Salto in alto | 19º (q)   | 2,22 m      |      |
| 2014 | Europei          | Zurigo    | Salto in alto | 6º        | 2,26 m      |      |
| 2015 | Europei indoor   | Praga     | Salto in alto | 14º (q)   | 2,24 m      |      |
| 2015 | Mondiali         | Pechino   | Salto in alto | 28º (q)   | 2,22 m      |      |
| 2016 | Europei          | Amsterdam | Salto in alto | 18º (q)   | 2,23 m      |      |

## Altre competizioni internazionali
2005
- 8º alla World Athletics Final ( Monaco), salto in alto - 2,20 m

2009
- Oro agli Europei a squadre ( Leiria), salto in alto - 2,31 m